# Filip Luberecki
Filip Luberecki (Ełk, 25 aprile 2005) è un calciatore polacco, difensore del Motor Lublino.

## Carriera

### Club
Cresciuto nelle giovanili di Rona 03 Ełk ed Escola Varsovia, il 13 gennaio 2023 è stato acquistato dal Motor Lublino dove ha debuttato il 24 febbraio 2023 nell'incontro di II Liga (terza divisione polacca) vinto 3-1 contro il Górnik Polkowice; con il club gialloblù è stato protagonista di due promozioni consecutive che hanno portato il club a competere in Ekstraklasa (la prima divisione polacca) nella stagione 2024-2025. Ha segnato il suo primo gol in carriera in competizioni professionistiche il 2 ottobre 2024 in Puchar Polski contro l'Unia Skierniewice.

### Nazionale
Ha giocato con le nazionali giovanili polacche Under-18, Under-19, Under-20 ed Under-21.

## Statistiche

### Presenze e reti nei club
Statistiche aggiornate al 23 aprile 2025.
| Stagione        | Squadra         | Campionato      | Campionato | Campionato | Coppe nazionali | Coppe nazionali | Coppe nazionali | Coppe continentali | Coppe continentali | Coppe continentali | Altre coppe | Altre coppe | Altre coppe | Totale | Totale |
| Stagione        | Squadra         | Comp            | Pres       | Reti       | Comp            | Pres            | Reti            | Comp               | Pres               | Reti               | Comp        | Pres        | Reti        | Pres   | Reti   |
| --------------- | --------------- | --------------- | ---------- | ---------- | --------------- | --------------- | --------------- | ------------------ | ------------------ | ------------------ | ----------- | ----------- | ----------- | ------ | ------ |
| 2022-2023       | Motor Lublino   | 2L              | 16         | 0          | CP              | 0               | 0               | -                  | -                  | -                  | -           | -           | -           | 16     | 0      |
| 2023-2024       | Motor Lublino   | 1L              | 27         | 0          | CP              | 0               | 0               | -                  | -                  | -                  | -           | -           | -           | 27     | 0      |
| 2024-2025       | Motor Lublino   | EK              | 25         | 0          | CP              | 1               | 1               | -                  | -                  | -                  | -           | -           | -           | 26     | 1      |
| Totale carriera | Totale carriera | Totale carriera | 67         | 0          |                 | 1               | 1               |                    | -                  | -                  |             | -           | -           | 68     | 1      |